# Dimítrisz Szaravákosz
Dimítrisz Szaravákosz (görögül: Δημήτρης Σαραβάκος; Athén, 1961. július 26. – ) görög válogatott labdarúgó, csatár.

## Pályafutása

### Klubcsapatokban
Szaravákosz labdarúgó-pályafutását a görög Panióniosz csapatánál kezdte; 1977. december 26-án tizenhat évesen debütált az Égaleó csapata ellen az élvonalban, valamint második szezonjában görög kupagyőztes lett a csapattal. 1984 és 1994 között a Panathinaikósz csapatában futballozott; a klubbal három görög bajnoki címet nyert, háromszor lett görög kupa- és kétszer szuperkupagyőztes, valamint az 1990–1991-es szezonban szerzett 23 találatával ő lett a görög élvonal gólkirálya. 1988-ban Kenneth Brylle Larsen mellett hat találatával az UEFA-kupa társgólkirálya lett. 1994 nyarán az AÉK csapatához szerződött, amellyel 1996-ban görög kupa- és szuperkupa-győztes lett. Az 1997-1998-as szezonban ismét a Panathinaikósz labdarúgója volt, majd a szezon végén visszavonult.

### Válogatott
1982 és 1994 között hetvennyolc alkalommal lépett pályára a görög válogatottban, tagja volt az 1994-es labdarúgó-világbajnokságon szerepelt csapatnak.

## Sikerei, díjai
- Panióniosz
  - Görög kupa: 1978–1979
- Panathinaikósz
  - Görög bajnok (3): 1985–1986, 1989–1990, 1990–1991
  - Görög kupa (6): 1985–1986, 1987–1988, 1988–1989, 1990–1991, 1992–1993, 1993–1994
  - Görög szuperkupa (2): 1988, 1993
  - Görög bajnokság gólkirálya: 1990–1991 (23 gól)
  - UEFA-kupa gólkirálya: 1987–1988 (6 gól)
- AÉK
  - Görög kupa: 1995–1996
  - Görög szuperkupa: 1996